# 松平長煕
松平 長煕（まつだいら ながひろ）は、江戸時代中期の大名。美作津山藩3代藩主。官位は従四位下・越後守。結城秀康の玄孫にあたる。

## 略歴
享保5年（1720年）2月9日（2月29日とも）、白河新田藩主松平知清の三男として誕生。
享保11年（1726年）に従兄で美作津山藩主・松平浅五郎が嗣子無くして11歳で早世したため、急遽末期養子となり、津山藩は10万石から5万石に減らされた上で長煕が家督を継ぐことを許された。藩内では、継承直後から享保12年（1727年）にかけて「山中騒動」と呼ばれる農民一揆が発生し、事態収拾に当たって一揆側の要求を大幅に受け入れた。しかし長煕もまた、享保20年（1735年）10月13日に16歳で死去した。
跡を養子・長孝が継いだ。

## 系譜
- 養子
  - 男子：長孝（1725-1762） - 松平近朝の三男